# Spiritopora perplexa
Spiritopora perplexa är en mossdjursart som beskrevs av Taylor och Gordon 2003. Spiritopora perplexa ingår i släktet Spiritopora och familjen Diaperoeciidae.
Artens utbredningsområde är havet kring Nya Zeeland. Inga underarter finns listade i Catalogue of Life.